# 愛と涙の蔵出し物語
『愛と涙の蔵出し物語』（あいとなみだのくらだしものがたり）は、2001年7月4日から同年7月25日までTBS系列局で放送されていた毎日放送テレビ（MBSテレビ）製作のドキュメンタリー番組である。全4回。放送時間は毎週水曜 19:00 - 19:54 （日本標準時）。
『小さな恋みつけた。』の早期打ち切りを受けて放送された番組で、既に物故した女優4人の生前のVTRを放送していた。

## サブタイトル
1. 決定版!美空ひばり（7月4日）
2. 決定版!夏目雅子スペシャル（7月11日）
3. 決定版!テレサ・テン（7月18日）
4. 決定版!ミヤコ蝶々（7月25日）